# Pascal Mercier
Pascal Mercier, pseudoniem van Peter Bieri, (Bern, 23 juni 1944 – Berlijn, 27 juni 2023) was een Zwitsers filosoof en schrijver van romans. Hij was als hoogleraar filosofie verbonden aan de Vrije Universiteit Berlijn. Hij studeerde filosofie in Londen en Heidelberg.
Mercier werd geboren in Bern als zoon van een muziekleraar en een weinig succesvolle componist. In zijn jeugd verdiepte hij zich in de boeken van Karl May, de Franse cinema van de jaren zestig en Oosterse godsdiensten. Hij leerde ook Sanskriet en Pali.
Onder zijn eigen naam publiceerde hij een aantal filosofische boeken, waaronder Das Handwerk der Freiheit (2001), dat onder meer vertaald is in het Nederlands, Hongaars, Italiaans en Spaans. Onder zijn pseudoniem verschenen verscheidene romans, waarvan zijn roman Nachtzug nach Lissabon (in het Nederlands vertaald als Nachttrein naar Lissabon) internationaal een groot succes werd en in verschillende talen vertaald is.
Kenmerkend voor zijn romans is een existentiële geladenheid, die alle lagen doortrekt. Belangrijke thema's zijn eenzaamheid, wanhoop en genialiteit. Daarnaast schenkt Mercier een bijzondere aandacht aan de vervreemdende werking van de taal en de onoverbrugbare kloof die tussen haar en de werkelijkheid, zowel fysiek en sociaal, bestaat.
Mercier overleed op 79-jarige leeftijd.